# Vuelta a España 1958
La Vuelta a España 1958, tredicesima edizione della corsa spagnola, si svolse in sedici tappe, dal 30 aprile al 15 maggio 1958, per un percorso totale di 3 241,8 km. Fu vinta dal francese Jean Stablinski che terminò la gara in 94h44'21" alla media di 34,16 km/h davanti all'italiano Pasquale Fornara e allo spagnolo Fernando Manzaneque.
Alla partenza avvenuta Bilbao, presero parte alla competizione 100 ciclisti mentre al traguardo finale a Madrid ne giunsero 55. Il belga Rik Van Looy si aggiudicò il maggior numero di tappe con cinque successi. Lo spagnolo Salvador Botella si aggiudicò la classica a punti, mentre Federico Bahamontes vinse la classifica scalatori.

## Tappe
| Tappa  | Data      | Percorso                                     | km      | Vincitore di tappa     | Leader cl. generale     |
| ------ | --------- | -------------------------------------------- | ------- | ---------------------- | ----------------------- |
| 1ª     | 30 aprile | Bilbao > San Sebastián                       | 164     | Miguel Pacheco         | Miguel Pacheco          |
| 2ª     | 1º maggio | San Sebastián > Pamplona                     | 150     | Antonio Jiménez Quiles | José Herrero Berrendero |
| 3ª     | 2 maggio  | Pamplona > Saragozza                         | 245     | Pierino Baffi          | Hilaire Couvreur        |
| 4ª     | 3 maggio  | Saragozza > Barcellona                       | 229     | Rik Van Looy           | Jean Stablinski         |
| 5ª-1ª  | 4 maggio  | Barcellona > Barcellona (cron. a squadre)    | 3,8     | Francia                | Jean Stablinski         |
| 5ª-2ª  | 4 maggio  | Barcellona > Tarragona                       | 119     | Rik Van Looy           | Jean Stablinski         |
| 6ª     | 5 maggio  | Tarragona > Valencia                         | 259     | Rik Van Looy           | Daan de Groot           |
| 7ª     | 6 maggio  | Valencia > Cuenca                            | 216     | Gilbert Desmet         | Daan de Groot           |
| 8ª     | 7 maggio  | Cuenca > Toledo                              | 206     | Jean Stablinski        | Daan de Groot           |
| 9ª     | 8 maggio  | Toledo > Madrid                              | 241     | Rik Van Looy           | Rik Van Looy            |
| 10ª    | 9 maggio  | Madrid > Soria                               | 225     | Rik Van Looy           | Rik Van Looy            |
| 11ª    | 10 maggio | Soria > Vitoria                              | 167     | René Marigil           | Rik Van Looy            |
| 12ª    | 11 maggio | Vitoria > Bilbao                             | 169     | Fausto Iza             | Jean Stablinski         |
| 13ª-1ª | 12 maggio | Bilbao > Castro-Urdiales (cron. individuale) | 35      | Guido Carlesi          | Jean Stablinski         |
| 13ª-2ª | 12 maggio | Castro-Urdiales > Santander                  | 105     | Jean Graczyk           | Jean Stablinski         |
| 14ª    | 13 maggio | Santander > Gijón                            | 221     | Pierino Baffi          | Jean Stablinski         |
| 15ª    | 14 maggio | Oviedo > Palencia                            | 246     | Rik Luyten             | Jean Stablinski         |
| 16ª    | 15 maggio | Palencia > Madrid                            | 241     | Rik Luyten             | Jean Stablinski         |
| Totale | Totale    | Totale                                       | 3 241,8 |                        |                         |

## Squadre e corridori partecipanti
Parteciparono alla 100 corridori in rappresentanza di dieci squadre, sei Nazionali e quattro formazioni di club spagnole.
| N.     | Cod. | Squadra            |
| ------ | ---- | ------------------ |
| 1-10   | ESP  | Spagna             |
| 11-20  | FRA  | Francia            |
| 21-30  | ITA  | Italia             |
| 31-40  | BEL  | Belgio             |
| 41-50  | NED  | Paesi Bassi        |
| 51-60  | POR  | Portogallo         |
| 61-70  | IGN  | Peña Solera-Ignis  |
| 71-80  | LUB  | Lube               |
| 81-90  | KAS  | Boxing-KAS         |
| 91-100 | MOB  | Mobylette-Caobania |

## Classifiche finali

### Classifica generale - Maglia gialla
| Pos. | Corridore           | Squadra   | Tempo     |
| ---- | ------------------- | --------- | --------- |
| 1    | Jean Stablinski     | Francia   | 94h54'21" |
| 2    | Pasquale Fornara    | Peña Sol. | a 2'51"   |
| 3    | Fernando Manzaneque | Spagna    | a 3'01"   |
| 4    | Hilaire Couvreur    | Belgio    | a 5'04"   |
| 5    | Luis Otaño          | Mobylette | a 10'36"  |
| 6    | Federico Bahamontes | Spagna    | a 11'39"  |
| 7    | Julio San Emeterio  | Boxing    | a 13'16"  |
| 8    | Jesús Loroño        | Spagna    | a 16'09"  |
| 9    | Rik Luyten          | Belgio    | a 28'13"  |
| 10   | Benigno Aspuru      | Boxing    | a 23'37"  |

### Classifica a punti - Maglia azzurra
| Pos. | Corridore           | Squadra   | Punti |
| ---- | ------------------- | --------- | ----- |
| 1    | Salvador Botella    | Spagna    | 202   |
| 2    | Rik Luyten          | Belgio    | 264   |
| 3    | Hilaire Couvreur    | Belgio    | 265   |
| 4    | Fernando Manzaneque | Spagna    | 276   |
| 5    | Pasquale Fornara    | Peña Sol. | 306   |

### Classifica scalatori - Maglia verde
| Pos. | Corridore           | Squadra | Punti |
| ---- | ------------------- | ------- | ----- |
| 1    | Federico Bahamontes | Spagna  | 70    |
| 2    | Jesús Loroño        | Spagna  | 47    |
| 3    | Hilaire Couvreur    | Belgio  | 43    |
| 4    | Miguel Pacheco      | Spagna  | 41    |
| 5    | René Marigil        | Lube    | 41    |

### Classifica degli sprint intermedi - Maglia rossa
| Pos. | Corridore      | Squadra   | Punti |
| ---- | -------------- | --------- | ----- |
| 1    | Vicente Iturat | Peña Sol. | 15    |
| 2    | José Segú      | Peña Sol. | 10    |
| 3    | René Marigil   | Lube      | 4     |

### Classifica a squadre
| Pos. | Squadra           | Tempo      |
| ---- | ----------------- | ---------- |
| 1    | Belgio            | 280h31'50" |
| 2    | Spagna            | a 31'48"   |
| 3    | Francia           | a 1h09'38" |
| 4    | Peña Solera-Ignis | a 1h37'41" |
| 5    | Boxing-KAS        | a 2h14'25" |